# Pradelles-en-Val
Pour les articles homonymes, voir Pradelles.
Pradelles-en-Val  est une ancienne commune française, située dans le département de l'Aude en région Occitanie. 
Ses habitants sont appelés les Pradellois.

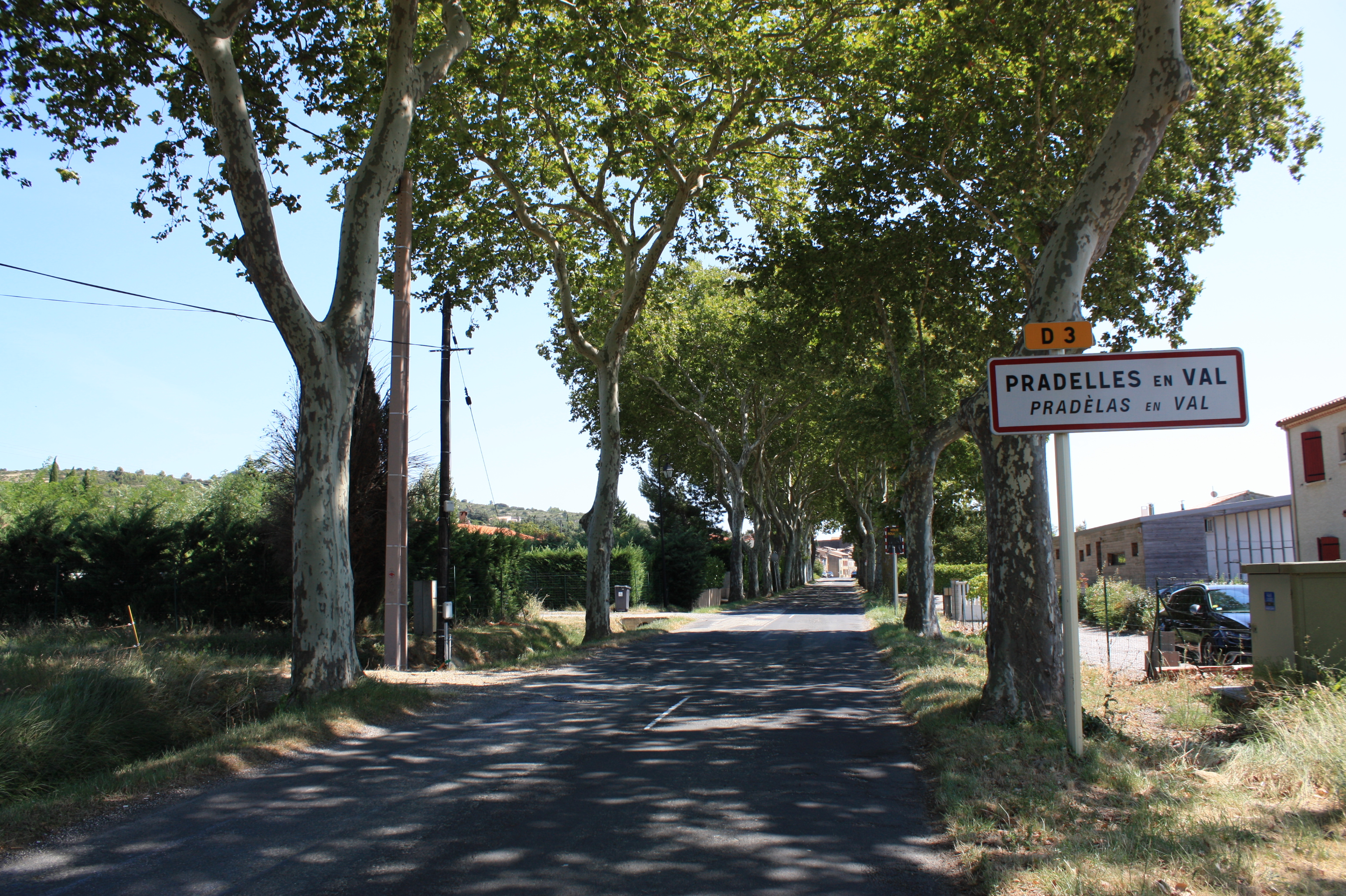

## Géographie
Commune située dans les Corbières en val de Dagne, près de Carcassonne, dans une vallée entourée par la montagne d'Alaric et les contreforts du val de Dagne, non loin de Lagrasse.

### Communes limitrophes
| Floure (sur 50 m) | Barbaira         | Capendu                 |
| Monze             | Pradelles-en-Val | Montlaur (Val-de-Dagne) |
| Fajac-en-Val      | Arquettes-en-Val |                         |

## Histoire
Le 1er janvier 2019, la commune fusionne avec Montlaur pour former la commune nouvelle de Val-de-Dagne dont la création est actée par arrêté du préfet de l'Aude en date du 5 décembre 2018.

## Politique et administration
| Période                                  | Période | Identité      | Étiquette | Qualité |
| ---------------------------------------- | ------- | ------------- | --------- | ------- |
| novembre 2008                            | 2020    | Claude Lacube | PS        |         |
| 2001                                     | 2008    | Armand Alves  |           |         |
| Les données manquantes sont à compléter. |         |               |           |         |

## Démographie
| 1793 | 1800 | 1806 | 1821 | 1831 | 1836 | 1841 | 1846 | 1851 |
| ---- | ---- | ---- | ---- | ---- | ---- | ---- | ---- | ---- |
| 173  | 163  | 178  | 214  | 213  | 241  | 240  | 240  | 261  |

| 1856 | 1861 | 1866 | 1872 | 1876 | 1881 | 1886 | 1891 | 1896 |
| ---- | ---- | ---- | ---- | ---- | ---- | ---- | ---- | ---- |
| 254  | 254  | 232  | 223  | 238  | 268  | 276  | 248  | 271  |

| 1901 | 1906 | 1911 | 1921 | 1926 | 1931 | 1936 | 1946 | 1954 |
| ---- | ---- | ---- | ---- | ---- | ---- | ---- | ---- | ---- |
| 324  | 330  | 304  | 294  | 274  | 299  | 277  | 187  | 211  |

| 1962 | 1968 | 1975 | 1982 | 1990 | 1999 | 2005 | 2010 | 2014 |
| ---- | ---- | ---- | ---- | ---- | ---- | ---- | ---- | ---- |
| 195  | 180  | 152  | 170  | 163  | 171  | 187  | 200  | 188  |

## Lieux et monuments

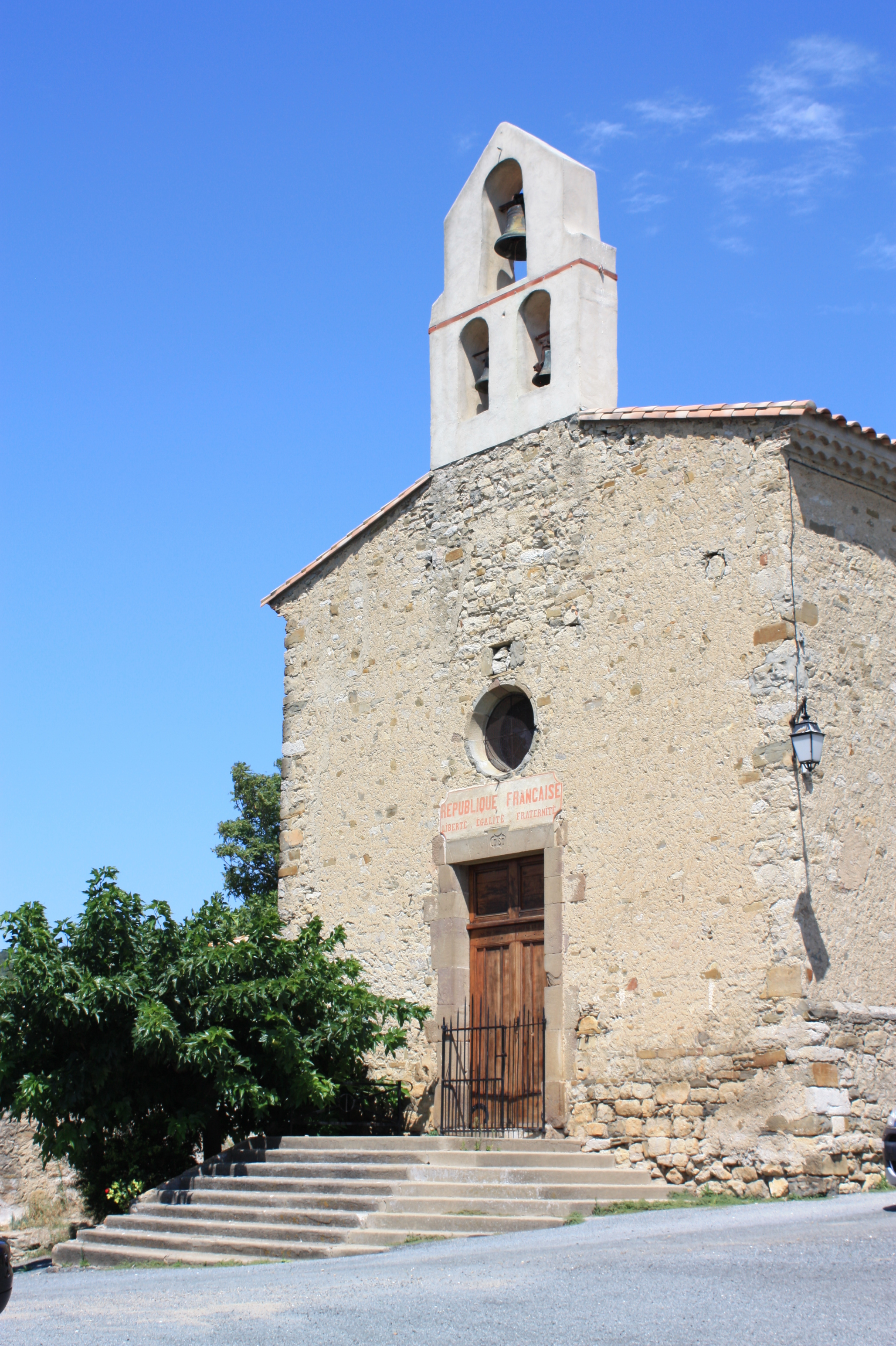
Église Saint André
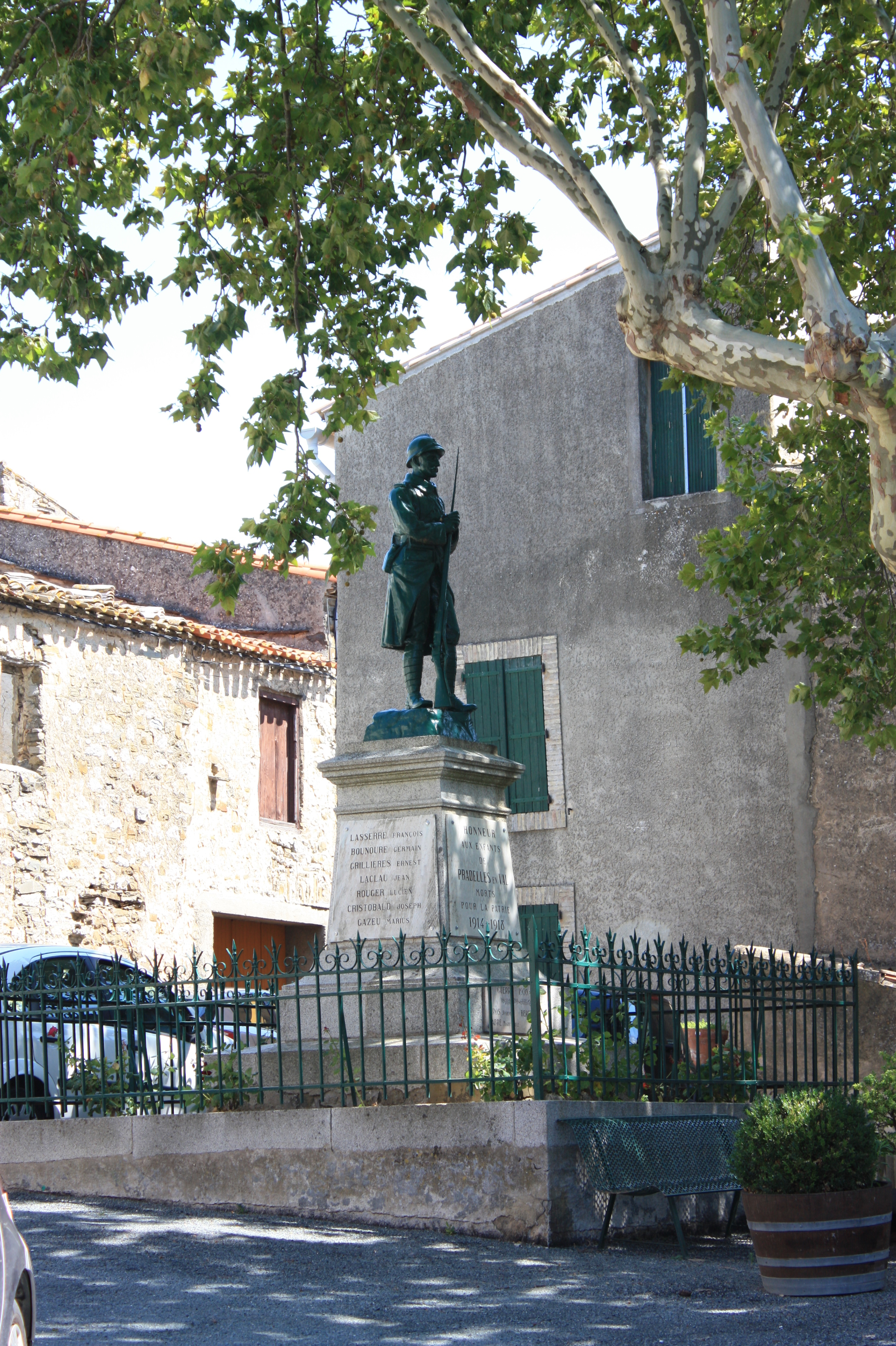
Monument aux morts

- Église Saint André
- Monument aux morts

### Héraldique
| Blason de Pradelles-en-Val | Blason  | De sable à deux barres d'or.                     |
| Blason de Pradelles-en-Val | Détails | Le statut officiel du blason reste à déterminer. |

## Pour approfondir